# Pseudostrangalia cruentata
Pseudostrangalia cruentata är en skalbaggsart som först beskrevs av Samuel Stehman Haldeman 1847.  Pseudostrangalia cruentata ingår i släktet Pseudostrangalia och familjen långhorningar. Inga underarter finns listade i Catalogue of Life.